# Briscola
A briscola, assim como a scopa e o tressette, é um dos jogos de cartas mais populares da Itália; que deu origem a inúmeras variantes, por exemplo a briscola chiamata, o briscolone e o madrasso.
Joga-se com um baralho de 40 cartas com os valores A, 2, 3, 4, 5, 6, 7, valete, cavalo, rei, de naipes italianos ou franceses. Você pode jogar em dois, em quatro com equipes de dois, em três eliminando os 2 de copas ou de paus, conforme o maço utilizado ou em seis, três contra três, eliminando todos os quatro e os 2.

## Origem e etimologia
A primeira referência ao jogo é de 1828, a primeira citação literária está em um poema de 1847 de Gioacchino Belli. Para o primeiro tratado sobre o jogo da briscola, chegamos em 1888.
As origens do jogo não são claras, alguns autores o consideram derivado dos jogos franceses da família da Brusquembille e da Bazzica, difundidos na França nos séculos XVIII e XIX, e que por sua vez teriam origem holandesa ou escandinava, enquanto outros acreditam que a Briscola correlacionada a esses jogos franceses, no entanto, não tem certeza da relação de descendência. Giampaolo Dossena observa que o nome francês para bazzica ("bêsique") deriva do italiano "Bazzica" e não vice-versa, mas que em qualquer caso o nome "briscola" deriva do francês brisque que é um termo técnico para o jogo da bazzica (indica os pontos obtidos pelas declarações (cânticos) conquistadas ).
Também foi proposto como a etimologia do nome uma ancestralidades do termo usado em alguns jogos de Tarot para indicar sequências de trunfos que valem um certo número de pontos (versigole, verzigole, bresigola etc.)  também foi proposta como a etimologia do nome, mas no entanto, isso não prova uma origem italiana do jogo, porque o nome pode ter sido recebido após sua chegada à Itália. Contra uma origem italiana também está o fato de que o 3 é a segunda carta em valor depois do ás, um fato incomum para os jogos de cartas italianos.

## Regras
É jogado com um baralho de 40 cartas de naipes italianos ou franceses. Os valores do truque estão em ordem decrescente: Ás, 3, Rei (ou 10), Cavalo(ou 9), Valete (Dama ou 8), 7, 6, 5, 4 e 2.
A pontuação das cartas é a seguinte:
|        | Cargas | Cargas | Figuras     | Figuras    | Figuras            | Suave         |
| ------ | ------ | ------ | ----------- | ---------- | ------------------ | ------------- |
| Cartas | Ás (A) | 3      | Rei (K, 10) | Cavalo (9) | Valete (Dama ou 8) | 7, 6, 5, 4, 2 |
| Pontos | 11     | 10     | 4           | 3          | 2                  | 0             |

O objetivo do jogo é marcar pelo menos 61 pontos entre os 120 disponíveis.
O carteador distribui 3 cartas para cada jogador e deixa uma carta sobre a mesa cobrindo-a até a metade com o maço colocado sobre ela, de modo que permaneça visível a todos durante todo o jogo: esta carta marcará o naipe da briscola (ou trunfo ) e será o última carta a ser pega.
Começando com o jogador à direita do carteador e continuando no sentido anti-horário cada jogador joga uma carta sem a obrigação de seguir o naipe das cartas já jogadas. A vaza é ganha pelo jogador que jogou o trunfo com o valor mais alto, ou se nenhum trunfo foi jogado pelo jogador que jogou a carta com o valor mais alto do mesmo naipe da primeira carta jogada na rodada (chamado naipe do mão).
O jogador que ganha a vaza pega todas as cartas colocadas na mesa e as coloca viradas para baixo à sua frente. Em seguida, ele retira a primeira carta do maço, seguido pelos outros jogadores sempre no sentido anti-horário e é o primeiro a abrir a próxima rodada e, portanto, a decidir o naipe da nova rodada. Quando o maço se esgota, as rodadas continuam até cada jogador ficar sem cartas na mão.
A última rodada costuma ser a rodada mais importante e muitas vezes decisiva para o resultado do jogo, pois tende a concentrar o maior número de pontos; na verdade, muitas vezes os jogadores tendem a manter cartas de grande valor em suas mãos (chamadas de cargas ) se eles não se sentem capazes de ganhá-las com certeza suficiente, portanto, também correm o risco de empacotar e em nenhum caso é permitido contar os pontos feito antes do final da partida.
Dada a delicadeza desta fase do jogo, costumam ser adotadas regras diferentes em relação ao resto do jogo: dependendo dos usos do local, pode haver a obrigação de não falar, comportamento normalmente permitido no resto do jogo, ou para trocar ou ver as cartas entre os jogadores da mesma equipa para as ver e combinar os próximos movimentos; o que só é possível no último lance. Também na última rodada é possível olhar para o seu poço de forma diferente do resto do jogo.

### Vencedor
O jogo é ganho pelo jogador ou pela equipa que marcou mais pontos, somando os pontos das cartas individuais tiradas durante o jogo, que em qualquer caso podem ser constituídas por um única partida ou várias partidas. Como o total de pontos é 120, para vencer é necessário marcar pelo menos 61 pontos: se conseguir 60 em ambos os lados o jogo está empatado.

### Variantes locais
Em algumas áreas, como o baixo Piemonte, o Oltrepò Pavese e o Nuorese, os valores de Três e Sete são invertidos. Desta forma, o 7 se torna a segunda carta mais alta e o 3 se torna um liscio, "liso" (carta de valor zero).
Em algumas áreas da Toscana, a dama (ou cavalo) e o valete (denominado gobbo, "corcunda") estão invertidos: a dama (ou cavalo) posiciona-se depois do rei (denominado regio), enquanto o valete vem imediatamente após a dama (ou cavalo) e antes do 7.
Em algumas áreas da Itália, o 3 e o 7 são invertidos: o 7 vem imediatamente após o ás e o 3 assume seu lugar "natural" entre o 4 e o 2 (ver parágrafo "o placar").
Na primeira rodada é proibido falar, ao contrário do resto do jogo onde isso é permitido.
Os jogadores ou a equipe que marcar 3 jogos é o vencedor final.

## Sinais convencionais
No jogo em equipe, em alguns casos é permitido trocar sinais com o parceiro, tanto para dar indicações do jogo (jogar ou não um trunfo, uma carga, deixar a rodada (vaza) para os adversários), como para comunicar as principais cartas na mão. O primeiro tipo de comunicação é pública, enquanto o segundo tenta mantê-la confidencial por meio de gestos rápidos e sinais convencionais.
Um exemplo de sinais usados na Toscana na década de 1970 é  :
| Carta            | Sinal                                                                             |
| ---------------- | --------------------------------------------------------------------------------- |
| Ás               | Dar uma piscadela                                                                 |
| Três             | Contrair os lábios lateralmente                                                   |
| Dama (ou Cavalo) | Mostrar a ponta da língua com a boca entreaberta                                  |
| Valete           | Levantar um ombro                                                                 |
| 7                | Gesto oblíquo com a mão do ombro esquerdo para o direito                          |
| 6                | Colocar a mão sobre a barriga ou mover os lábios para fora como se fosse um beijo |
| 5, 4, 2          | Curvar as narinas                                                                 |

Os gestos também podem ser acompanhados por comunicações verbais, por exemplo, a posse da Dama (ou Cavalo) é comunicada e então "três abaixo" é dito para indicar que também há sete. Além disso, você pode adicionar gestos feitos com objetos, por exemplo, alinhar as costas da mão de cartas na mesma altura (sem trunfo), fazer a carta da direita (trunfo baixo) ou a carta da esquerda (trunfo alto) sobressair ou mudar a posição do maço de cigarros de forma aparentemente casual.

## Declarações
No trunfo, também é possível aplicar as declarações ou cantos, regra não muito difundida. Eles são realizados com 9 (cavalo) e 10 (Rei) do mesmo naipe. Se o 9 e o 10 forem trunfos, isso é chamado de declaração de trunfo e vale 40 pontos que devem ser somados à pontuação da rodada . Se o 9 e o 10 forem do mesmo naipe, mas não do naipe de trunfo, é simplesmente considerado declaração e vale 20 pontos que devem ser adicionados à pontuação da rodada. As 'declarações' são feitas assim que um jogador tem 9 e 10 em mãos, que ele não precisa necessariamente possuir quando as cartas são distribuídas, mas também pode possuir quando as cartas são retiradas. O referido uso de declarações (regra bastante incomum), pode porém ser inibidor para o resultado final, visto que o jogador, em alguns casos, no jogo, com o acontecimento da diminuição do valor das cargas, poderia, por exemplo, ser mais útil para manter em sua posse 9 e 10 desconhecidos para os outros.

## Variantes
A Briscola gerou diversas variantes . Freqüentemente, essas variantes são pequenas mudanças ou diferenciações da regulamentação mais comum, enquanto outras, mais complexas ou muito mais complexas, modificam substancialmente o jogo. Os pontos disponíveis para cada jogo são de 120 no total, o vencedor que marcar pelo menos 61 ou em algumas variações até 60 ou um número maior de pontos em relação aos lances pré-jogo acordados e primeira identificação / lance inicial do naipe de trunfo.
Outra variante está presente na Romagna, onde o jogo é chamado de Bonus

### Variantes principais
As variantes principais e mais complexas são:
- Briscola chiamata semplice ('chiamata' que começa no Ás e é jogada em 5) ou chamada Briscola Bugiarda,
- Briscola chiamata il Due (imediatamente chamou os dois, você começa a pagar dos dois e joga em 5 ou mais),
- Briscola chiamata pazza (também chamado de Gingo, com 5 jogadores),
- Briscola Scoperta (2 jogadores jogam com cartas viradas para cima).
- Briscola a 31 É jogada em 2: o primeiro a chegar aos 31 pontos pode declarar a vitória. Obviamente, se um cheque não tiver feito pelo menos 31 pontos, a vitória vai para o adversário.

Para mencionar a variante Mariaje e também como na Líbia, o jogo conhecido como Schembil ( skimbil ), ou Schenbil ( skinbil ) é popular. Schembil é praticamente uma variante da briscola que é jogado com seis jogadores divididos em dois grupos de três, liderados por um raises. Da mesma forma que a briscola em duplas, você se senta de forma que não tenha dois parceiros vizinhos. Para poder jogar com 6 jogadores, no início do jogo os dois são descartados para que fiquem 36 cartas, em vez de 40.

## Itens relacionados
- Patruni e sutta